# Salman Al Khalifa
Salman bin Ibrahim Al Khalifa (en arabe : سلمان بن ابراهيم آل خليفة, né le 2 novembre 1965 à Riffa) est un dirigeant sportif du Bahreïn.
Il préside la Confédération asiatique de football depuis le 2 mai 2013. Auparavant, il était président de la Fédération du Bahreïn.
Il se présente à la présidence de la FIFA le 26 février 2016 et est battu au second tour par Gianni Infantino, 115 voix contre 88 (au premier tour, il avait obtenu 85 voix).